# Language negotiation
Language negotiation - cecha protokołu HTTP umożliwiająca serwerowi określenie, w jakim języku użytkownik preferuje czytać stronę. 
W tym celu używany jest nagłówek HTTP Accept-Language, po którym wypisane są akceptowane języki oddzielone przecinkiem, wraz z ich ewentualnym „stopniem pożądania”. 
Na przykład:
```
Accept-Language: pl,en-us;q=0.7,en;q=0.3
```

informuje serwer, że najbardziej pożądana jest wersja polska, następnie angielska (USA), a na końcu angielska (bez wyszczególnienia odmiany terytorialnej).